# Bitwa nad Wood Lake
Bitwa nad Wood Lake – starcie zbrojne, które miało miejsce w trakcie powstania Dakotów w Minnesocie.
Po początkowych sukcesach ofensywa Santee została zatrzymana. Wtedy do kontrakcji przeszła armia USA. Plan przedstawiony przez gubernatora Minnesoty Aleksandra Ramseya przewidywał „eksterminację, bądź też wyrzucenie Indian poza granice Minnesoty”. Jego wykonawcą stał się pułkownik Henry Hastings Sibley. Na początku września Sibley spróbował podjąć pertraktacje z wodzem Małym Krukiem w sprawie kapitulacji myśląc, iż Indianie są już zmęczeni wojną. Mały Kruk w odpowiedzi wyjaśnił, dlaczego Santee rozpoczęli wojnę, a także zrobił aluzję, iż mógłby rozważyć pertraktacje w sprawie uwolnienia przetrzymywanych przez Santee jeńców. Sibley jednakże odmówił prowadzenia pertraktacji i zażądał od Małego Kruka bezwarunkowej kapitulacji. Wódz odmówił poddania się i obie strony zaczęły szykować się do kolejnej bitwy.
Siły Sibleya, które wymaszerowały z Fort Snelling, liczyły 1 400 żołnierzy. W ciągu 9 dni dotarły one do Fort Ridgely. W forcie Sibley zatrzymał się na kilka dni, wywołując tym frustrację osadników, którzy chcieli szybkich działań przeciwko Indianom. Zwłoka była po części spowodowana brakiem zaopatrzenia (działa, amunicja, konie), zaś po części słabym wyszkoleniem świeżych rekrutów. Ostatecznie dostawy doszły pomiędzy 11 a 14 września. 19 września oddziały Sibleya rozpoczęły marsz w kierunku rzeki Minnesota. Żołnierze rozbili obóz koło Lone Tree lub Battle Lake, ok. 5 mil na północ od obecnej miejscowości Echo. Sibley myślał, iż znajduje się koło położonego 3,5 mili na zachód Wood Lake, które nadało (faktycznie błędną) nazwę polu bitwy.
Mały Kruk planował zaatakować żołnierzy rankiem 23 września, kiedy wyciągną się oni w kolumnę na wąskiej drodze. Jednakże przez zbieg okoliczności na ukrytych Indian natknęła się grupa żołnierzy z 3 pułku Minnesoty, którzy ruszyli rankiem do Górnej Agencji w poszukiwaniu żywności. Wywiązała się strzelanina. Z pomocą przybyła reszta żołnierzy Sibleya. Walka trwała ok. 2 godzin. 
W trakcie walki od kuli armatniej zginął wódz Mankato. Straty wśród sił Sibleya wyniosły 7 zabitych i 33 rannych. 
Bitwa okazała się decydującym zwycięstwem armii USA powodując duże straty wśród Santee. Była ostatnim starciem powstania. 2 dni później ok. 1 200 Santee poddało się Sibleyowi. Uwolniono też 269 przetrzymywanych przez nich więźniów. Dzięki temu sukcesowi Sibley otrzymał awans na generała brygady.
Kapitulacja Santee nie przerwała jednak walk z Dakotami – walki z niedobitkami Santee i ich pobratymcami toczyły się nadal w latach 1863–1864.